# E851
La ruta europea E851 és una carretera que forma part de la Xarxa de carreteres europees. Comença a Petrovac (Montenegro) i finalitza a Pristina (Kosovo). Té una longitud d'aproximadament 295 km i una orientació d'oest a est. Travessa els països de Montenegro, Albània i Kosovo.